# アラビア語ハドラマウト方言
アラビア語ハドラマウト方言（Hadhrami Arabic）は、アラビア語の口語（アーンミーヤ）のひとつで、イエメン方言に分類される言語。ハドラミー方言とも呼ばれる。
ハドラミーは「ハドラマウトの」という意味である。主に、イエメン東部のハドラマウトに住んでいるハドラマウト人により話されている。ハドラマウト人は、ハドラマウトから多くの地に移民をしていて、移民先の東アフリカに位置するソマリア、エリトリア、ケニア、タンザニア、コモロ、モザンビーク、東南アジアのマレーシア、インドネシア、ブルネイ、シンガポール、さらに最近ではペルシャ湾岸の国々でもこの方言が使われている。これら移民先ごとに多少異なる下位方言が存在する。

アラビア語の口語（アーンミーヤ）の方言地図